# ادمون جون فيتزموريس
ادمون جون فيتزموريس (بالإنجليزية: Edmond John Fitzmaurice)‏ هو قسيس أمريكي، ولد في 24 يونيو 1881 في Tarbert, County Kerry ‏ في جمهورية أيرلندا، وتوفي في 26 يوليو 1962 في ويلمنغتون في الولايات المتحدة.